# Factor de ganancia de energía de fusión

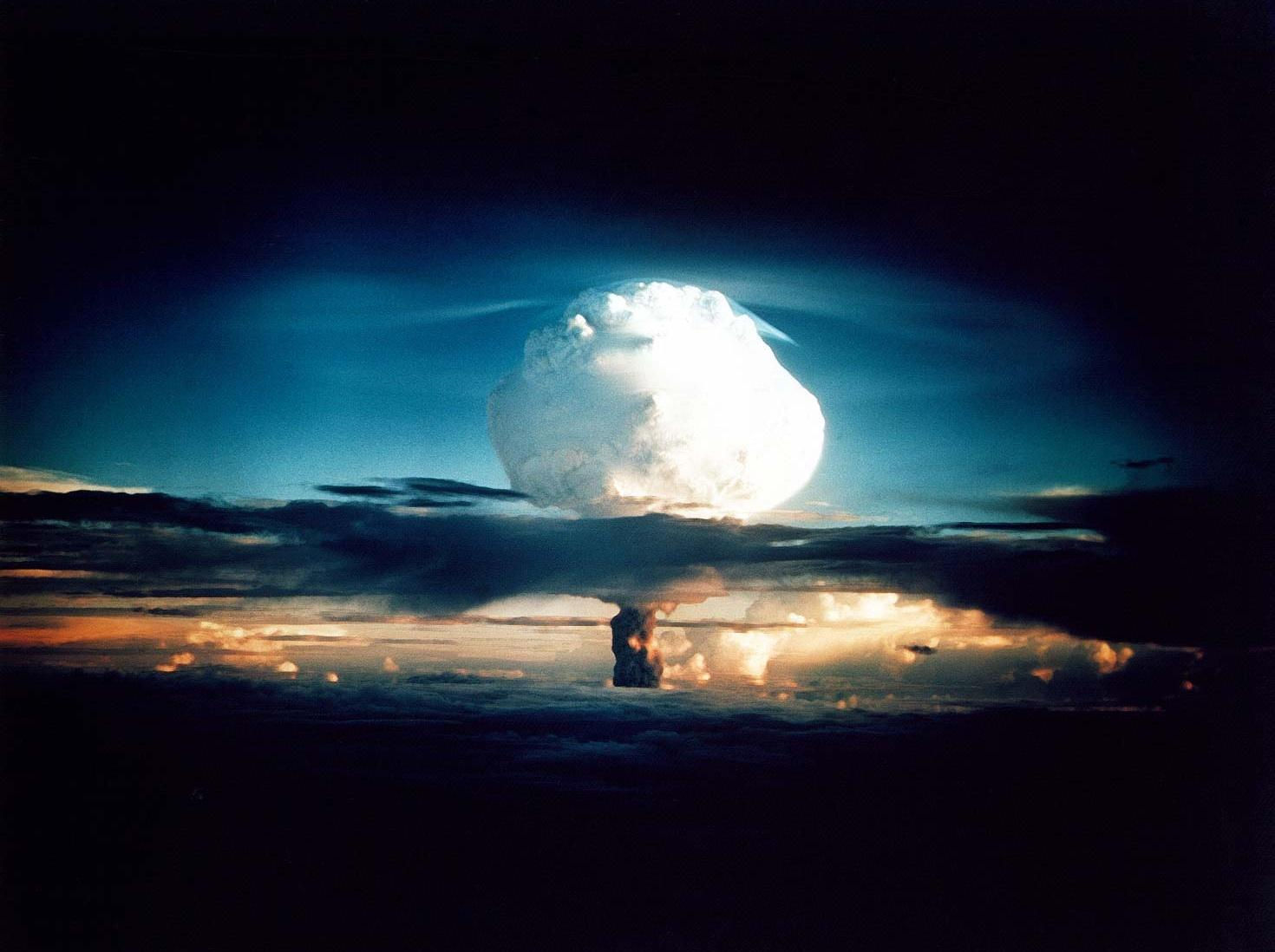
Ivy Mike fue la primera detonación de una bomba de hidrógeno, el único artefacto humano con una ganancia mayor que 1.

El factor de ganancia de energía de fusión o simplemente ganancia de energía de fusión, expresada normalmente como Q, es el cociente de la energía de fusión producida en un reactor de fusión nuclear respecto a la energía requerida para mantener el plasma en estado estacionario. Es decir, la relación entre la cantidad de energía que entra al sistema y la que éste genera. Se le denomina punto de equilibrio a la condición Q = 1.
En un reactor de fusión se ha de mantener plasma a alta temperatura (del orden de 100 millones de Kelvin) para que pueda ocurrir una fusión nuclear. Parte de esta potencia viene de la fracción de energía contenida en el material cargado (plasma) fch de la energía de salida de la reacción de fusión Pfus. Esta potencia puede designarse como fchPfus. El resto de la potencia del sistema, Pheat llega de fuentes externas requeridas para calentar el plasma u otras funciones de control y mantenimiento. Esta potencia es perdida en varios procesos hacia los muros de la cámara de plasma. En la mayoría de los diseños de reactores, varias limitaciones resultan en la salida de este calor del reactor a relativamente baja temperatura, por lo que poco o nada de éste puede aprovecharse en la generación de potencia eléctrica. En estos reactores, la potencia eléctrica es producida a partir de la fracción de energía contenida en los neutrones (1 - fch)Pfus. Los neutrones no están contenidos por los campos magnéticos(en confinamiento magnético) ni en el plasma denso (en confinamiento inercial) pero son absorbidos por los muros o cobertura del núcleo del reactor. Debido a varias reacciones exotérmicas y endotérmicas, la cobertura puede tener una ganancia de energía unos puntos porcentuales por encima o por debajo de 100%, pero que será obviado aquí. La energía de los neutrones puede ser usada para calentar un medio como helio gaseoso o litio líquido a alta temperatura y usar a continuación este medio para producir electricidad a una eficiencia ηelec, tal que la potencia eléctrica Pelec = ηelec(1 - fch)Pfus. Una fracción de la potencia eléctrica es recirculada para realimentar los sistemas del reactor, frecirc. Se requiere potencia para iluminación, bombeo, producción de los campos magnéticos, etc., pero la mayor parte es usada para el calentamiento del pasma, por lo que podemos escribir Pheat = ηheatPelec, donde ηheat es la eficiencia con la que la potencia eléctrica es convertida al tipo de potencia requerida para calentar el plasma.
La potencia de calentamiento puede así relacionarse con la potencia de fusión (la que es generada por la reacción de fusión) por la siguiente ecuación:
{\displaystyle P_{heat}=\eta _{heat}\cdot f_{recirc}\cdot \eta _{elec}\cdot (1-f_{ch})\cdot P_{fus}}
El factor de ganancia de energía de fusión es definido como queda:
{\displaystyle Q\equiv {\frac {P_{fus}}{P_{heat}}}={\frac {1}{\eta _{heat}\cdot f_{recirc}\cdot \eta _{elec}\cdot (1-f_{ch})}}}
Para la reacción Deuterio-Tritio, fch = 0.2. Los valores de eficiencia dependen de detalles del diseño pero pueden hallarse en el rango ηheat = 0.7 y ηelec = 0.4. El objetivo de un reactor de fusión es producir energía, no recircularla, por lo que un diseño práctico debe tener frecirc = 0.2 aproximadamente. Un valor menor será mejor, pero tanto más difícil de conseguir. Usando estos valores podemos encontrar para un reactor al uso un valor Q = 22. Por supuesto, Q = 15 sería suficiente y Q = 30 podría ser alcanzable, pero este simple cálculo muestra la magnitud de la ganancia de energía requerida. Téngase en cuenta que para el experimento JET con un modelo Tokamak se consiguió Q = 0.7 < 1 y está previsto conseguirse un Q = 10 con el futuro ITER (también basado en Tokamak).
En el proceso, existe un canal de pérdida de energía que es independiente del esquema de confinamiento (inercial, magnético, magnético-inercial...) y que resulta prácticamente imposible evitar, la radiación asociada al Bremsstrahlung. Al igual que la densidad de potencia de la fusión, la densidad de potencia de la Bremsstrahlung depende del cuadrado de la densidad del plasma, pero no crece tan rápidamente con la temperatura. Igualando las dos densidades de potencia, se puede determinar la menor temperatura para la que la potencia de fusión puede superar la de la Bremsstrahlung. Esta temperatura de ignición se encuentra alrededor de los 4 keV para la reacción D-T y sobre los 35 keV para la reacción D-D.